# بوشنوية مزدحمة
بوشنوية مزدحمة (الاسم العلمي:Buchenavia congesta) هي نوع من النباتات يتبع جنس البوشنوية من الفصيلة القمبريطية.